# Samir Aït Saïd
Samir Aït Saïd (nascido em 1 de novembro de 1989) é um ginasta francês e integrante da equipe nacional. Ele competiu no Campeonato Mundial de Ginástica Artística de 2015 em Glasgow.
Nos Jogos Olímpicos Rio 2016 durante as qualificações para a prova de salto, Aït Saïd quebrou a perna esquerda.